# Arctic Point Fire Lookout
L'Arctic Point Fire Lookout est une tour de guet du comté d'Idaho, dans l'Idaho, aux États-Unis. Situé à 2 291 mètres d'altitude sur une crête des montagnes Salmon River, il est protégé au sein de la forêt nationale de Payette. Il est par ailleurs inscrit au Registre national des lieux historiques depuis le 29 août 1994.